# Progress M-67
Progress M-67 (ryska: Прогресс М-67) eller som NASA kallar den, Progress 34 eller 34P, var en rysk obemannad rymdfarkost som levererade förnödenheter, syre, vatten och bränsle till rymdstationen ISS. Den sköts upp med en Sojuz-U-raket från Kosmodromen i Bajkonur den 24 juli 2009 och dockade med ISS den 29 juli. 
Farkosten lämnade rymdstationen den 21 september 2009 och brann upp i jordens atmosfär den 27 september 2009.

### Fotnoter
1. ↑  ”NASA Space Science Data Coordinated Archive” (på engelska). NASA. https://nssdc.gsfc.nasa.gov/nmc/spacecraft/display.action?id=2009-040A. Läst 1 mars 2020.
2. ↑  Manned Astronautics - Figures & Facts Arkiverad 28 september 2011 hämtat från the Wayback Machine., läst 15 juli 2016.